# Castillo de Kliczków

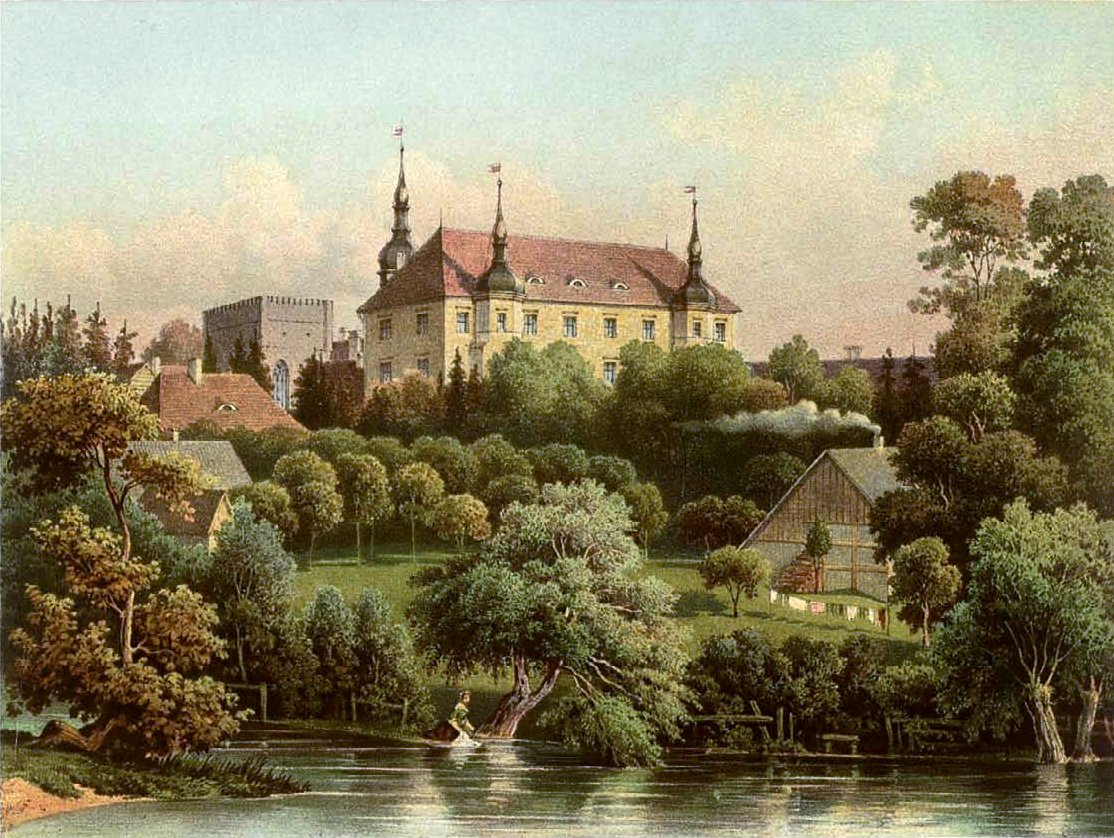
Schloss Klitschdorf c. 1860, colección de Alexander Duncker.

El castillo de Kliczków (en alemán: Schloss Klitschdorf) está localizado en las cercanías de Osiecznica en Polonia. Estuvo en propiedad de la dinastía Solms-Baruth hasta 1942.

## Historia
Kliczków fue fundado como fortaleza fronteriza en el río Kwisa por el Duque Bolko I el Estricto de Jawor en 1297. En 1391, cayó en manos de la familia Rechenberg de Sajonia, quien lo mantuvo durante casi 300 años.
El edificio principal fue construido en 1585 en estilo renacentista. En 1611, el rey Matías de Bohemia visitó el castillo.
Después de varios cambios más de propietario, fue a manos del Conde Juan Cristián de Solms-Baruth en 1767. En 1810, se creó el gran salón de baile en estilo Imperio. En 1881, los arquitectos Heinrich Joseph Kayser y Karl von Großheim de Berlín iniciaron una ampliación del castillo. Mezclaron diferentes estilos: arquitectura gótica inglesa con renacimiento italiano y manierismo francés. Un jardín inglés de 80 acres fue diseñado al mismo tiempo por el paisajista Eduard Petzold. En 1906, el emperador Guillermo II se hospedó en el castillo mientras cazaba en la región.
En 1920, fue heredado por Federico de Solms-Baruth. Durante el periodo nazi, este estuvo involucrado en Círculo de Kreisau de resistencia activa contra el Nacional Socialismo. Después del intento fallido de atentado contra la vida de Hitler fue arrestado y la propiedad confiscada.
El castillo sobrevivió a la Segunda Guerra Mundial prácticamente intacto, aunque el interior fue saqueado por las tropas soviéticas. En 1949, un incendio destruyó el garaje y las dependencias del servicio. En la década de 1950, el castillo estuvo al cargo de la autoridad forestal local, que descuidó el interior y permitió la ruina de los estucos y cocinas. Se mantuvo el antiguo cementerio de caballos.
En 1971, la Universidad Tecnológica de Breslau (Wrocław) adquirió el castillo y trató en vano de salvarlo. Después de la caída del bloque oriental, una compañía comercial de Breslavia compró el castillo y lo desarrolló en un lujoso centro recreativo y de conferencias que fue abierto en 1999.